# 広野ゴルフ倶楽部
廣野ゴルフ倶楽部（ひろのゴルフくらぶ）は、兵庫県三木市志染町広野にあるメンバーシップ制のゴルフ場である。

## 概要
開場は昭和7年（1932年）、コース設計者はセント・アンドルーズのイーデンコースを手がけたチャールズ・ヒュー・アリソン。名建築として知られるクラブハウスは渡辺節の設計で建てられたものである。
日本を代表する名門コースとされ、またUSゴルフダイジェストおよびUSゴルフマガジン誌による世界のゴルフコースランキングで日本のゴルフ場の中で常にトップにランクされるなど、海外でも高い評価を受けている。
ゴルフ場敷地内には日本ゴルフ協会により設立されたJGAゴルフミュージアムがある。

## コース情報
- 開場日 - 1932年6月19日
- 設計者 - C・H・アリソン
- 面積 - 924,000m2
- ヤーデージ - 7,015ヤード
- ホール/パー - 18H/Par72
- 休場日 - 毎週月曜日、12月31日、1月1日
- 所在地 - 〒673－0541 兵庫県三木市志染町広野7－3

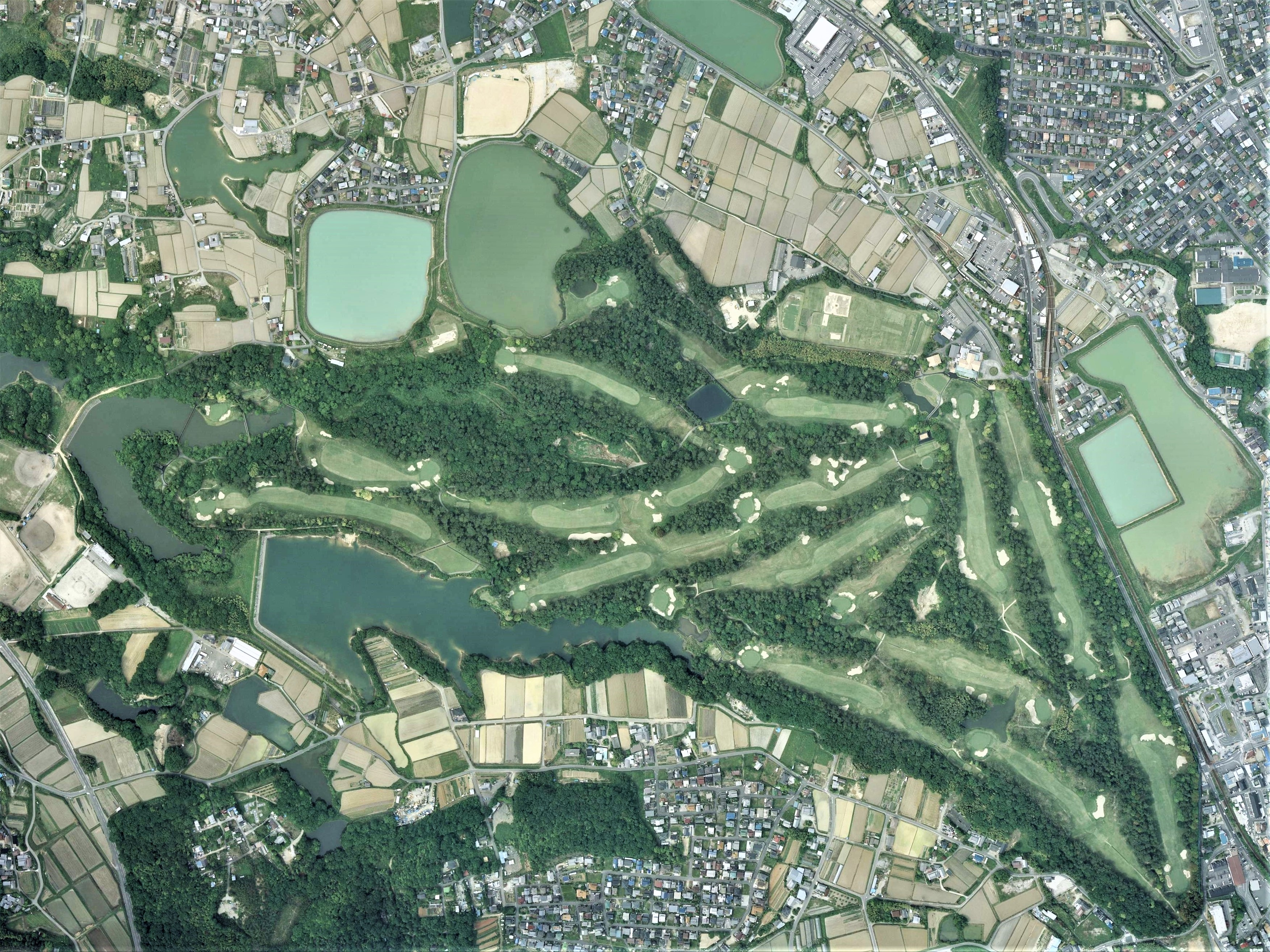
広野ゴルフ倶楽部の空中写真。
2009年5月20日撮影の2枚を合成作成。
。

## アクセス
- 神戸電鉄粟生線 広野ゴルフ場前駅 徒歩1分
- 第二神明道路/玉津IC13km
- 山陽自動車道/三木東IC6km

## その他
- 予約の受付は、平日は到着順。休日は2ヶ月前の10日から。
- メンバーの同伴が必要。
- 呉錦堂池